# 2012년 토론토 국제 영화제
제37회 토론토 국제 영화제는 2012년 9월 6일에 열린 시상식이다.

## 수상 및 후보

### 관객상
- 더 실버 라이닝스 플레이북 - 데이빗 O. 러셀 수상

### 다큐멘터리 관객상
- 아티팩트 - 자레드 레토 수상

### 미드나잇 매드니스 관객상
- 세븐 사이코패스 - 마틴 맥도나 수상

### 토론토시티상
- 로렌스 에니웨이 - 자비에 돌란 수상

### 캐나다 단편영화상
- 킵 어 모디스트 헤드 - 데코 도슨 수상

### 디스커버리상
- 디트로이트 언레디드 - 로라 나셰프 수상

### FIPRESCI-상
- 콜 걸 - 마이클 마키마인 수상
- 인 더 하우스 - 프랑소와 오종 수상

### 넷팩상
- 희망의 나라 - 소노 시온 수상

### 캐나다 신인감독상
- 항생제 - 브랜든 크로넨버그 수상
- 블랙버드 - 제이슨 벅스턴 수상

### 현대 세계 영화 부문
- 3 - 파블로 스톨
- 애프터 더 배틀 - 유스리 나스랄라
- 올 댓 매터스 이즈 패스트 - 사라 욘센
- 베이비 블루스 - 카타르지나 로수아니에츠
- 바바라 - 크리스티안 펫졸드
- 브와카우 - 준 라나
- 캐미언 - 라파엘 오엘렛
- 칠드런 오브 사라예보 - 아이다 베기츠
- 클랜데스틴 차일드후드 - 벤자민 아빌라
- 김 동무 날아가다 - 안야 다엘레만스 외 1명
- 화부 - 펑 타오
- 크라임즈 오브 마이크 레켓 - 브루스 스위니
- 데드 유럽 - 토니 크라위츠
- 더스트 - 훌리오 에르난데스 코르동
- 이글스 - 드러 사보
- 핀 - 조지 토레그로사
- 더 피츠제럴드 패밀리 크리스마스 - 에드워드 번즈
- 플라이 위드 더 크레인 - 리뤼준
- 고스트 그레듀에이션 - 자비에르 루이즈 칼데라
- 갓 러브스 캐비어 - 야니스 스마라그디스
- 곤 피싱 - 카를로스 소린
- 더 그레이트 킬라피 - 제제 감보아
- 어 하이재킹 - 토비아스 린드홈
- 전쟁 이후 - 아소카 한다가마
- 더 홀리 쿼터니티 - 얀 흐르베이크
- 홈 어게인 - 데이빗 서덜랜드
- 이매진 - 안드레이 야키모프스키
- 인 더 포그 - 세르히 로즈니차
- 인 더 네임 오브 러브 - 르우 후인
- 잭키 - 앙투와네트 베우머
- 점프 - 키에론 J. 월쉬
- 저스트 더 윈드 - 베네덱 플리고프
- 범죄소년 - 강이관
- 키 오브 라이프 - 우치다 켄지
- 킨샤사 아이들 - 마르크 앙리 와인베르크
- 희망의 나라 - 소노 시온
- 원스 어폰 어 타임 베로니카 - 마르셀로 고메스
- 파라다이스: 러브 - 울리히 사히들
- 더 페이션스 스톤 - 아틱 라히미
- 속죄 - 구로사와 기요시
- 페리페테이아 - 존 아캄프라
- 로드 노스 - 미카 카우리스마키
- 쇼어 오브 호프 - 토크 콘스탄틴 헤블린
- 슬리퍼스 웨이크 - 베리 버크
- 스매쉬드 - 제임스 폰솔트
- 더 코와즈 후 룩트 투 더 스카이 - 타나다 유키
- 도둑들 - 최동훈
- 쓰리 키즈 - 조나스 디 아데스키
- 쓰리 월드 - 까뜨린느 꼬르시니
- 다이 움 - 브리얀테 멘도사
- 더 토터스, 언 인카네이션 - 기리쉬 카사라발리
- 언더그라운드 - 로버트 코놀리
- 마르가리다 - 리치노 아제베도
- 왓치타워 - 펠린 에스메르
- 늑대소년 - 조성희
- 왓 리차드 디드 - 레니 에이브러햄슨
- 웬 아이 쏘우 유 - 안네마리 자시르
- 자바나! - 사이드 오울드 케리파
- 마이 어쿼드 섹슈얼 어드벤쳐 - 숀 게리티
- 뮤지엄 아워스 - 젬 코엔
- 미들 오브 노웨어 - 에바 두버네이
- 더 레서 블레시드 - 아니타 도론

### 디스커버리 부문
- 블랙버드 - 제이슨 벅스턴
- 크리비나 - 이고르 드랴차
- 픽처 데이 - 케이트 밀레스 멜빌레
- 타워 - 카직 라드완스키
- 7 박스 - 후안 카를로스 마네글리아 외 1명
- 어거스틴 - 앨리스 위노코
- 블랑카니에베스 - 파블로 베르헤르
- 보이 이팅 더 버즈 푸드 - 엑토라스 리기조스
- 더 브래스 티포트 - 라마 모슬리
- 번 잇 업 드자사 - 로느솜 솔로
- 콜 걸 - 마이클 마키마인
- 클립 - 마야 밀로스
- 더 컬러 오브 더 카멜리온 - 에밀 크리스토프
- 디트로이트 언레디드 - 로라 나셰프
- 잇 슬립 다이 - 가브리엘라 피츨러
- 필 더 보이드 - 이갈 버즈틴
- 디 인터벌 - 레오나르도 디 콘스탄조
- 재닌 프롬 디모인 - 그레이스 리
- 더 랜드 오브 Eb - 앤드류 윌리암슨
- 머쉬루밍 - 투마스 후사르
- 즈 스위 윈느 빌 엔도르미 - 세바스티앙 베베데르
- 아워 리틀 디퍼런시스 - 실비에 미첼-캐시
- 아웃 인 더 다크 - 마이클 메이어
- 새틀라이트 보이 - 카트리오나 맥켄지
- 라 시르가 - 윌리암 베가
- 더 디플라워링 오브 에바 반 엔드 - 미히엘 텐 호른
- 웨이스트랜드(영어판) - 로완 아타일

### 갈라스 부문
- 아르고 - 벤 애플렉
- 더 컴파니 유 킵 - 로버트 레드포드
- 위험한 관계 - 허진호
- 잉글리쉬 빙글리쉬 - 가우리 신드
- 프리 안젤라 & 올 펄리티칼 프리즈너 - 숄라 린치
- 위대한 유산 - 마이크 뉴웰
- 하이드 파크 온 허드슨 - 로저 미첼
- 이니스케이퍼블 - 루바 나다
- 제인 맨스필드즈 카 - 빌리 밥 손튼
- 루퍼 - 라이언 존슨
- 러브, 마릴린 - 리즈 가버스
- 미드나잇 칠드런 - 디파 메타
- 릴럭턴트 펀더멘탈리스트 - 미라 네이어
- 로얄 어페어 - 니콜라이 아르셀
- 더 실버 라이닝스 플레이북 - 데이빗 O. 러셀
- 테루마에 - 타케우치 히데키
- 트와이스 본 - 세르지오 카스텔리토
- 더 엠퍼러 - 피터 웨버
- 왓 메이지 뉴 - 스콧 맥게히 외 1명
- 송 포 마리온 - 폴 앤드류 윌리엄스

### 마스터스 부문
- 디 엔드 오브 타임 - 피터 메틀러
- 올 댓 유 퍼제스 - 베르나르 에몽
- 아무르 - 미카엘 하네케
- 비욘드 더 힐즈 - 크리스티안 문주
- 에브리바디 - 마이클 윈터바텀
- 게보 앤 더 섀도우 - 마뇰 드 올리베이라
- 다른나라에서 - 홍상수
- 사랑에 빠진 누군가처럼 - 압바스 키아로스타미
- 미 앤드 유 - 베르나르도 베르톨루치
- 두 갈래로 갈라지는 한밤중의 거리 - 라울 루이즈
- 피에타 - 김기덕
- 섬씽 인 디 에어 - 올리비에 아사야스
- 스튜던트 - 다레잔 오미르바예프

### 다큐멘터리 부문
- 9.79* - 대니얼 고든
- 디 액트 오브 킬링 - 조슈아 오펜하이머
- 아티팩트 - 자레드 레토
- 애즈 이프 위 워 캐칭 어 코브라 - 하라 압달라
- 캠프 14: 토탈 컨트롤 존 - 마크 비제
- 센트럴 파크 파이브 - 사라 번즈 외 2명
- 파 아웃 이즌트 파 이너프: 더 Ș - 브래드 번스타인
- 피다이 - 데미앙 은누리
- 퍼스트 컴즈 러브 - 니나 대번포트
- 더 게이트키퍼즈 - 도르르 모어
- 더 걸 프롬 더 사우스 - 호세 루이스 가르시아
- 하우 투 메이크 머니 셀링 드럭 - 매튜 쿡
- 아이스버그 슬림: 포트레이트 - 조지 히노조사
- 런던 - 더 모던 바빌론 - 줄리엔 템플
- 루나시! - 사이먼 에니스
- 메아 막시마 쿨파: 사일런스 인 - 알렉스 기브니
- 맨 앳 런치 - 션 오 쿠알라인
- 모어 댄 허니 - 마르쿠스 임후프
- 노 플레이스 온 어스 - 자넷 토비아스
- 리인카네이티드 - 앤디 캡퍼
- 로만 폴란스키: 오드 맨 아웃 - 마리나 제노비치
- 더 시크릿 디스코 레볼루션 - 제이미 카스트너
- 쉐퍼드 & 다크 - 트레바 움펠드
- 쇼 스토퍼 : 더 시애트리칼 라Ᏺ - 배리 에이브리치
- 스테이트 194 - 댄 세턴
- 스톰 서퍼즈 3D - 크리스 넬리우스 외 1명
- 더 월스 오브 다카르 - 압둘 아지즈 시세 외 1명
- 어 월드 낫 아워스 - 마디 플레이펠
- 파이트 라이크 솔져스, 다이 라이크 칠드런 - 패트릭 리드
- 더 후르츠 헌터스 - 창 융
- 조 오아캄 - 디옵
- 더 라스트 화이트 나이트 - 폴 살츠만

### 시네마테크
- 더 비터 애쉬 - 래리 켄트
- 구름에 가린 별 - 리트윅 가탁
- 다이얼 M을 돌려라 - 알프레드 히치콕
- 머나먼 베트남 - 요리스 이벤스 외 2명
- 스트롬볼리 - 로베르토 로셀리니
- 테스 - 로만 폴란스키
- 태양 없이 - 크리스 마르케

### 매버릭 부문
- American Masters: Inventing David Geffen - 수잔 라시
- 캐스팅 바이 - 톰 도나휴
- In Conversation With... Jackie Chan
- 더 퍼버츠 가이드 투 이데올로기 - 소피 파인즈
- Shit Girls Say
- 송 오브 더 클라우즈: 더 라스트 콜로니 - 알바로 로고리아
- 웨스트 오브 멤피스 - 에이미 버그

### 미드나잇 매드니스 부문
- 애프터쇼크 - 니콜라스 로페즈
- 더 베이 - 베리 레빈슨
- 컴 아웃 앤드 플레이 - 마키노브
- 드레드 - 피트 트레비스
- 헬벤더스 - J.T. 페티
- 존 다이즈 엣 더 엔드 - 돈 코스카렐리
- 더 로드 오브 세일럼 - 롭 좀비
- 노 원 라이브즈 - 기타무라 류헤이
- 세븐 사이코패스 - 마틴 맥도나
- ABCs 오브 데스 - 안젤라 베티스 외 2명

### 캐나다 단편 부문
- 100 뮤지션스 - 찰스 오피서
- 아메리칸 시시포스 - 프리다 럭
- 아파트 - 테오도르 위셰브
- 아시안 갱스 - 르와이스 배넷 외 1명
- 라오바드 - 칼라 수산토
- 바르도 라이트 - 코너 가스톤
- 베어풋 - 다니스 고렛
- 브로큰 하트 신드롬 - 더스티 맨치넬리
- 비들로 - 패트릭 보우차드
- 카누잭키드 - 조나단 윌리암스
- 크랙킨 다운 하드 - 마이크 클래튼버그
- 더 댄싱 캅 - 켈빈 레드버스
- 디어 스케빈져 - 아론 펠런
- 프로스트 - 제레미 볼
- 르 퓨튀르 프로쉬 - 소피 고예트
- 더 지니어스 프롬 퀸티노 - 조니 마
- 허드 리더 - 클로에 로비샤드
- 몽 시스터즈 - 제프 웡
- 호러블 씽스 - 벵상 비론
- 하우 투 비 데들리 - 닉 섹스톤
- I'm beginning to miss you - Sakay Ottawa
- 킵 어 모디스트 헤드 - 데코 도슨
- 렛 더 데이라이트 인투 더 스왐프 - 제프리 St. 줄스
- 라이프 더즌트 프라이튼 미 - 스티븐 던
- 링고 - 바하르 누리자데
- 로스트 인 모션 - 벤 쉬리니안
- 마로디 - 필립 바커
- 모델 - 딜런 레이블링
- 노스트라다무스 - 마셍스 브래들리 외 2명
- 올드 그로스 - 테스 기라드
- 더 풀 데이트 - 패트릭 시샘
- 어 프리티 퍼니 스토리 - 에반 모건
- 리플렉시온스 - 마틴 티바우도
- 세이프 룸 - 엘리자베스 라제브닉
- Shit Girls Say - Graydon Sheppard
- 스트러글 - 소피 듀피스
- 설리반 애플리컨트 - 진 르블랑
- 더 테이프 - 맷 오스틴 외 1명
- Their Feast - Reem Morsi
- 튜스데이 - 판타비우스 프리츠
- 비베 라 캐나디엔느 - 조 콥든
- 웬 유 슬립 - 애쉴리 맥켄지
- 위드 제프 - 마리에-이브 주스테
- 더 워스트 데이 에버 - 소피에 자비스

### 특별한 발표 부문
- 클라우드 아틀라스 - 릴리 워쇼스키
- 안나 카레니나 - 조 라이트
- 항생제 - 브랜든 크로넨버그
- 아서 뉴먼 - 단테 아리올라
- 앳 애니 프라이스 - 라민 바라니
- 디 어택 - 지아드 도에이리
- 배드 25 - 스파이크 리
- 비잔티움 - 닐 조던
- 캐피탈 - 코스타 가브라스
- 수색 - 천카이거
- 더 딥 - 발타자르 코루마쿠르
- 디스커넥트 - 헨리 알렉스 루빈
- 두 낫 디스터브 - 이반 아탈
- 도어먼트 뷰티 - 마르코 벨로치오
- 꿈 파는 두 사람 - 니시카와 미와
- 엔드 오브 왓치 - 데이비드 에이어
- 에브리바디 해즈 어 플랜 - 아나 피터바그
- 어 퓨 아워스 오브 스프링 - 스테판 브리제
- 폭스파이어 - 로랑 캉테
- 프란시스 하 - 노아 바움백
- 징거 & 로사 - 샐리 포터
- 그리팅스 프롬 팀 버클리 - 다니엘 엘그란트
- 한나 아렌트 - 마가레테 폰 트로타
- 더 헌트 - 토마스 빈터베르그
- 아이스맨 - 아리엘 브로멘
- 이모진 - 샤리 스프링어 버먼 외 1명
- 더 임파서블 - 후안 안토니오 바요나
- 인 더 하우스 - 프랑소와 오종
- 인치'알라 - 아나이스 바르보 라발레트
- 잇 워즈 더 손 - 다니엘 치프리
- 콘-티키 - 에스펜 잔드베르크 외 1명
- 왕적성연 - 루 추안
- 어 레이트 쿼텟 - 야론 질버맨
- 로렌스 에니웨이즈 - 자비에 돌란
- 어 라이어스 오토바이오그라피 - 더 트루 스토리 오브 몬티 파이톤스 그레이엄 채프먼 - 빌 존스 외 2명
- 린하스 데 웰링턴 - 발레리아 사미엔토
- 리버풀 - 마농 브리앙
- 로어 - 케이트 쇼트랜드
- 러브 이즈 올 유 니드 - 수잔 비에르
- 더 마스터 - 폴 토마스 앤더슨
- 미스터 핍 - 앤드류 애덤슨
- 머치 아도 어바웃 낫씽 - 조스 웨던
- 노 - 파블로 라라인
- 온 더 로드 - 월터 살레스
- 아웃레이지 비욘드 - 기타노 다케시
- 페이퍼보이 - 리 다니엘스
- 패션 - 브라이언 드 팔마
- 월플라워 - 스티븐 크보스키
- 더 플레이스 비욘드 더 파인스 - 데릭 시엔프랜스
- 퀘텟 - 더스틴 호프만
- 리얼리티 - 마테오 가로네
- 르벨 - 킴 누옌
- 리노 시즌 - 바흐만 고바디
- 재와 뼈 - 자크 오디아르
- 사파이어 - 웨인 블레어
- 세션스 - 벤 르윈
- 스프링 브레이커스 - 하모니 코린
- 스틸 - 마이클 맥고완
- 스토리즈 위 텔 - 사라 폴리
- 자살가게 - 빠트리스 르꽁트
- 태극 - 풍덕륜
- 땡스 포 쉐어링 - 스튜어트 블럼버그
- 테레즈 데커루 - 끌로드 밀러
- 더 타임 빙 - 네나드 치친-사인
- 투 더 원더 - 테렌스 맬릭
- 비너스 앤 세레나 - 마이켄 베어드 외 1명
- 화이트 엘리펀트 - 파블로 트라페로
- 라이터스 - 조쉬 분
- 옐로우 - 닉 카사베츠
- 제이툰 - 에란 리클리스

### 뱅가드 부문
- 90분 - 에바 세르헤우
- 베이징 양아치 - 장위엔
- 베베리앙 사운드 스튜디오 - 피터 스트릭랜드
- 블론디 - 예스퍼 갠스란트
- 히어 컴스 더 데빌 - 아드리안 가르시아 보글리아노
- 일 매너스 - 벤 드류
- 모터웨이 - 정 바오루이
- 페인러스 - 후앙 카를로스 메디나
- 피치스 더즈 허셀프 - 피치스
- 푸셔 - 루이스 프리에토
- 룸 237 - 로드니 에스쳐
- 관광객 - 벤 웨틀리
- 탈레 - 알렉산더 노르다스
- 더 위 앤드 더 아이 - 미셸 공드리
- 아이 디클레어 워 - 제이슨 라뻬르

### 파장 부문
- 우화 - 드니 코테
- 21 치트라쿠트 - 샴바비 카울
- 어거스트 앤 애프터 - 나다니엘 도어스키
- 오토-콜리더 XV - 어니 기어
- 빅 인 베트남 - 마티 디옵
- 버즈 - 가브리엘 아브란테스
- 블랙 TV - 알도 탐벨리니
- 버닝 스타 - 조쉬 소론즈
- 더 캡슐 - 아디너 레이첼 창가리
- 클래스 픽처 - 티토 & 티타
- 콘크리트 파레이 - 펀 실바
- 디파처 - 어니 기어
- 안더스, 몰루시아 - 니콜라스 레이
- 파 프럼 아프가니스탄 - 존 지안비토 외 3명
- 더 피프스 시즌 - 피터 브로센 외 1명
- 프란체스카 우드맨: 셀렉티드 비디오 웍스 - 프란체스카 우드맨
- Handmade 35mm Glass Slides - Luther Price
- 아이 엠 마이크로 - 슈모나 고엘 외 1명
- 더 라스트 타임 아이 쏘우 마카 - 주앙 페드로 로드리게스 외 1명
- 더 레버니즈 로켓 소사이어티 - 카릴 요레이 외 1명
- 리바이어던(영어판) - 루시엔 캐스팅-테일러
- 매니 어 스완 - 블레이크 윌리엄스
- Me too, too, me too - 프리들 폼 그뢸러
- 메콩 호텔 - 아피찻퐁 위라세타쿤
- 어 미니멀 디퍼런스 - 장-폴 켈리
- 더 뮤터빌러티 오브 올 씽스 앤 더 파서빌러티 오브 체인징 썸 - 안나 마르지아노
- Orpheus - Mary Helena Clark
- 퍼시픽 선 - 토마스 디멘드
- 페레 인 프랑스 앤 알제리 - 헤인즈 에미그홀즈
- 팬텀스 오브 어 리버틴 - 벤 리버스
- 파이프 드림스 - 알리 슈리
- 포스트 테네브라스 럭스 - 카를로스 레이가다스
- 리카니슨스 - 요한 루프
- 리토르넬레 - 크리스토퍼 벡스 외 1명
- 슛 돈 슛 - 윌리엄 E. 존스
- 쏘리 혼스 - 루더 프라이스
- 타부 - 미겔 고미쉬
- 세자매 - 왕빙
- Transit of Venus I - 니키 해믈린
- UFO's - 릴리언 슈워츠
- 트랜짓 오브 비너스 2 - 니키 해믈린
- 뷰 프롬 더 아크로폴리스 - 지브렌 데 한 외 1명
- 웨이팅 룸 - 빈센트 그레니어
- 비올라 - 마티아스 피녜이로
- Walker
- 왓치 더 클로징 도어스 - 짐 제닝스
- 웬 바디스 터치 - 파올로 지올리
- 아직 할 말이 남았지만 - 잉량

### 시티 투 시티
- 갱스 오브 와세이퍼 - 아누락 카시압
- 갱스 오브 와세이퍼 2 - 아누락 카시압
- 러브 레벨즈 - 하비브 파이잘
- 미스 러블리 - 아심 아흘루왈리야
- 뭄바이의 왕 - 만지트 싱
- 페들러스 - 와산 발라
- 샤히드 - 한살 메흐타
- 상하이 - 디바카 바너지
- 쉽 오브 테세우스 - 아난드 간디
- 더 브라이트 데이 - 모히트 타칼카z

### TIFF KIDS 부문
- 어니스트 & 셀레스틴 - 뱅상 파타르
- 니모를 찾아서 - 앤드류 스탠튼
- 호텔 트란실바니아 - 젠디 타타코브스키
- 이고르 & 더 크레인스 저니 - 이브게니 루먼
- 노노, 더 지그재그 키드 - 빈센트 발

### Next Wave 부문
- 아티팩트 - 자레드 레토
- 블랙버드 - 제이슨 벅스턴
- 폭스파이어 - 로랑 캉테
- 고스트 그레듀에이션 - 자비에르 루이즈 칼데라
- 징거 & 로사 - 샐리 포터
- 월플라워 - 스티븐 크보스키
- 픽처 데이 - 케이트 밀레스 멜빌레
- 섬씽 인 디 에어 - 올리비에 아사야스
- 언더그라운드 - 로버트 코놀리
- 더 위 앤드 더 아이 - 미셸 공드리

### 퓨처 프로젝션
- Making Chinatown - Ming Wong
- Mariner 9 - Kelly Richardson
- Number 9 & Number 9 II - Luther Price
- Peaches Does The Drake - Peaches Does
- 스프링타임 - 제로엔 에이싱가
- The Constant and the Flux - Callum Cooper
- The Quiet Room - Liang Yue
- We Are Light Rays - 숙인 리